# Тешка астма
Тешка астма један је од облика хроничне упалне болести дисајних путева који се карактерише различитим и понављајућим симтпомима, реверзибилне опструкције протока ваздуха у плућима и бронхоспазмом који је и даље неконтролисан и поред примена високих доза системских кортикостероида. Астма се обично лако лечи, али отприлике 5% болесника није у стању да контролише болест и поред примене високих доза инхалационих кортикостероида. Тежак напад астме је потенцијално опасан по живот и лечење захтева стални надзор, и најчешће хитан пријему у болницу.
Зашто неко оболи од лакше а неко од тешке астме, ни медицини није сасвим јасно. Рани почетак болести, манифестан још у првој години живота, са тешким нападима гушења који се настављају у детињству и не могу смирити у пубертету указују на тешку астму, која се у литератури описује као „астма тешка за лечење”.
Код овог облика астме важно је да лекар пажљиво процени стање болесника како би се утврдило да ли постоје грешке у лечењу или понашању болесника (слаба контрола болести), и евентуално искључи постојање других обољења дисајних путева, нарочито хроничних опструктивних болест плућа или дисфункције гласних жица („псеудо-астма”).
Лечење подразумева, пре свега, оптимизирање терапије кортикостероидима, процену мера додатне контроле и примене дугоделујућих инхалационих субкутаних ß2-агониста или дуготрајне субкутане примена, теофилина и антилеукотриена. Код неких болесника, примене имуносупресивних лекова може смањити потребу за стероиднима, иако су ови третмани засаада ретко ефикасни и имају споредне ефекте. У будућности постоји све већа могућност примене нестероидних антиинфламаторних лекова, који су тренутно у развоју, за лечење ове групе болесника.

## Синоними
Тешка астма — Астма тешка за контролу — Астма тешка за лечење — Рефрактерна астма — Стероид резистентна астма — Нестабилна астма — Животно угрожавајућа астма.

## Епидемиологија
Велика већина пацијената са астмом имају блажи до умерен облик болест или потенцијално да њихова болест буде добро контролисана постојећом расположивом терапијом Наравно уз претпоставку да имају добр сарадњу са лекарем и да редовно поштују националне смернице за лечење астме.

Мали проценат, око 5% свих астматичара, има озбиљну или тешко контролисану астме. Ови болесници имају дневне симптоме (астматичне нападе) упркос максимално могућој примени терапије. Такви болесници се чешће примају на лечење у болницу, за разлику од астматичара са благом или умереном формом болести. 
| „ | Иако су дуго сматрали да астма није фатална болест (што илуструје Ослерова изрека која каже; да болесници са астмом дахћу ка старости), подаци добијени у последњих неколико година показали су да то није тачно, јер се у једном броју земаља повећава смртност од астме. | ” |

## Етиопатогенеза
Астма је скуп симптома (синдром) са разним клиничким и инфламаторним фенотиповима. Према измењеном номенклатури за алергију, астма је подељена на алергијски и неалергијску. 
Алергијска астма
Најважнији фактор ризика за појаву алергијске астме је атопија - „наследна породична историја алергијске реакције”. Ако су оба родитеља атопична (тј имају имунолошки поремећај), ризик да дете оболи од алергијским болести је 40-60 одсто. За формирање клинички манифестне астме неопходна је интеракција генетске склоности и фактора ризика из животне средине (нпр мушки пол, лоша исхрана, инфекција респираторног тракта, загађење ваздуха, дувански дим...)
Неалергијска астма
Неалергијска астма најчешће најчешће се јавља после тридесете године живота, код пацијената без атопијских склоности. Први напад алергијске астме, као и њена егзацербација у каснијем периоду живота болесниа, често је повезана са вирусном инфекцијом горњег дисајног тракта.
Најновија истраживања показала су да тешка астма није једно издвојено стање и изоловани ентитет, јер она подразумева и многе различите типове стања. Медицинска струка ова стања означава као различити типови једног стања „фенотип“. На то како се ово стање разликује код различитих људи утичу; биолошке карактеристике болести, као што су индивидуалне генетске карактеристике ћелија и ткива у дисајним путевима, али и медицинске карактеристике које лекар може да процени или које пацијент саопштава, попут плућне функције и симптома.
| Болест                                                                                              | Болесник                                                                            | Здравствени систем                                             |
| --------------------------------------------------------------------------------------------------- | ----------------------------------------------------------------------------------- | -------------------------------------------------------------- |
| - Погрешна дијагноза - Непрепознат узрочник - Придружене болести - Резистентност на кортикостероиде | - Непоштовање болести - Психолошка чиниоци (личности) - Друштвено-социјални чиниоци | - Неадекватно лечење - Слаба сарадња између болесника и лекара |

## Клиничка слика
У клиничкој слици тешке астме, која се јавља у пет до десет процената пацијената, доминирају:
- Кашаљ, краткоћа даха, „свирање” и бол у грудима који не реагује на примењену класичну антиастматичну терапију.
- Често ноћо буђење због кратког даха и напада кашља.
- Оограничена способност за физичке активности
- Честе потребе да се користи лек за олакшање симптома (салбутамол).
- Честе агзацербације астме, због трајно смањене функције плућа.
- Честа интервенција хитне помоћи и болничка лечења због погоршања тежине болести.

## Дијагноза
Код сваког болесника са астмом правилном дијагностиком треба обавезно проверити и одредити: 
Да ли је дијагноза тачна, или постоји алтернатива дијагноза?
Да би дијагностиковали астму, лекари морају да процене симптоме код особе, укључујући осећаје свирања и стезања у грудима, недостатак даха и честог буђења у току ноћи. Такође анамнезом и другим испитивањима треба истражити потенцијалне окидаче, из животне средине (нпр полен, прашина или гриње) или професионалниог окружења (нпр. хемикалије, прашина на радном месту), који могу утицати на погоршање симптома астме.
Бројни слковни тестови, као што је компјутеризована томографија високе резолуције, може да искључи друга стања која могу диференцијално дијагностички да личе на астму. Уколико болесник има симптоме који нису типични за тешку астму, нпр. код астма која не узрокује уобичајен симптом свирања у грудима, снимак компјутеризоване томографије показаће промене структуре бронхија, у облику задебљање зидова дисајних путева.
Да ли је примењена терапија у лечењу болесника адекватна и да ли је примењана правилна техника?
Неки људи имају астму коју је тешко контролисати. У том случају, лекари треба да потраже бројне факторе, као што су лечење алергија или других постојећих стања, технике инхалирања или фактори животног стила (нпр. начин исхране, вежбање, пушење), и на тај начин помогну болеснику да стекне контролу над симптомима болести. Ако сви придружени фактори буду искључени, а особа и даље има симптоме астме, онда треба дати дијагнозу тешке астме.
Да ли постоји континуирана изложеност сензибилисаним агенсима?
Да ли су присутни чиниоци који доприносе болести (ринитис, синузитис...)?
Тип тешке астме
Како различити типови тешке астме могу да дају различите одговоре на примењена третмане, важно је одредити што приближније од ког од следећа три типа тешке астме пати болесник:
1. Тешка астма алергијског типа — овај тип астме почиње у детињству са симптомима подстакнутим алергијама. 
2. Тешка астма повезана са гојазношћу — овај тип астме почиње код одрасле особе и повезана је са прекомерном телесном тежином. Позната је као касни тип са гојазношћу.
3. Еозинофилни тип тешке астме — овај тип астме почиње код одрасле особе и карактерише се повећаним бројем еозинофила (врста белих крвних зрнаца). Позната је као еозинофилни тип са касним почетком.
Тежина опструкције у дисајним путевима
Дијагноза тежине опструкције код астме често представља проблем чак и искусном клиничарима, осим у најтежим облицима опструкције, јер симптоми и физички налаз на корелирају у потпуности са степеном опструкције протоку ваздуха и тежином поремећаја у размени гасова.
Тежина опструкције се, најефикасне се процењује спирометријом или одређивањем вршног протока у експиријум (PEF). Такође, код болесника са тешким поремећајем дисања иницијално мерење вршног протока је изузетно важно јер омогућава процену величине побољшања током лечења акутног погоршања.

## Диференцијална дијагноза
Диференцијално дијагностички код тешке астме проблем представљју следеће дијагнозе: ХОБП, едем плућа, плућна емболија, тумор плућа, ларинкса или трахеје, бронхиектазије, интерстицијске болести плућа, аспирација, дисфункција гласних жица, хипервентилација.

## Терапија
Основни циљеви лечења тешке, акутне астме су поправљање хипоксије, отклањањем хиперосетљивост дисајних путева и бронхијалне опструкције, применом бронходилататора који шире дисајне путева и повећавају протока ваздуха и смањују инфламацију (запаљења) у дисајним путевима, уз избегавање нежељених споредних ефеката примењених лекова.
Лекови који се користе за лечење тешке, акутне астме могу се поделити у три основне групе - симптоматски лекови, основни лекови и терапија у истраживању.

### Симптомаска терапија
У овај облик терапије пре свега спада примена бронходилататора - лекова који побољшавају функцију плућа и ублажавање симптома. То су бета-2-агонисти, кратког дејства (SABA) - салбутамол и дуго-делујући (LABA) - салметерол, теофилин припреме и антихолинергици. Најчешће се у пракси користи салбутамол, који сви болесници са астмом треба увек да носе са собом, али и примена кисеоника и вештачке вентилације. 

### Основна терапија
Примена основне терапије заснива се пре свега на откривеном патогенетском механизму астме - упали. У ту групу заправо спадају, превентивни лекови које болесници користе свакодневно, како би спречили (искључили) нападе астме, без обзира на то да ли су симптоми астме присутни или не. 

#### Лекови
Инхалациони кортикостероиди (ICS)
Из ове групе најчешће се користе: беклометазон, флутиказон, будезонид и циклезонид. У зависности од тежине симптома, инхалациони кортикостероиди се примењују самостално или у комбинацији са дугоделујућим бронходилататорима. 
Иако се тешка астма дефинише као астма која не реагује на уобичајене дозе кортикостероида. То не значи да они у лечење уопште не помажу, већ да су мање ефикасни за особе са тешком астмом и да би дали резултате захтевају поримену већих доза. Према бројним извештајима сугерише се; да је уобичајена доза инхалационих кортикостероида четворострукo ефикаснија у лечењу егзацербације (погоршању симптома) благе до умерене астме. Из практичних разлога ово није примењиво за болеснике са тешком астмом који су већ на високој дози.
Краткоделујући и дугоделујући β-адренергички бронходилататори
Кратко и дугоделујући β-адренергички бронходилататори опуштају мишиће у дисајним путевима, чинећи их ширим. Комбиновање дугоделујућег β-агонисте (ДДБА) са инхалационим кортикостероидима може се постићи боља контрола тешке астме. 
Кратко и дугоделујући β-адренергички бронходилататори се могу ослободити применом небулизатора, као и инхалера.
Спороослобађајући теофилин
За опуштње мишиће у дисајним путевима може се применити теофилин. Иако ефикасност његовог дејство код тешке астме није доказано у спроведеним студија, објављено је да код болесника са умереном астмом побољшава контролу болести, када се користи заједно са инхалационим кортикостероидима.
Mодификатори леукотријена
У лечењу астме могу се користити и антагонисти леукотријенских рецептора (монтелукаст). Леукотриени су група молекула за које се зна да изазивају сужење дисајних путева у телу, повећано стварање слузи, оток и запаљење у плућима. Терапија се заснива на блокади активност ових молекула, чиме се постиже супротеан ефекат од леукотријена. Код неких болесника са астмом може да побољша плућна функцију када се дода инхалационом кортикостероиду, али није разјашњена његова примена у тешкој астми. 
Кратко и дугоделујући мускарински антагонисти
Мускарински рецептори блокирају ефекте појединих делове тела и налазе се у ћелији. Они могу да изазову стезање глатког мишића у плућима болесника са астмом. У групу ових лекова спадају
- Ипратропијум бромид — у облику аеросола један је од лекова који се користи у лечењу астме. Он својим дејством може да ублажи симптоме код болесника са тешком астмом.
- Тиотропијум бромид — дуго-делујући мускарински антагонист за који се зна да побољшава функцију плућа и симптоме код болесника са тешком астмом који су већ на лечењу умереним до високим дозама инхалационих кортикостероида, са дугоделујућим β-агонистом или без њега.

#### Терапија кисеоником
Како код већине болесника у тешком нападу астме постоји хипоксемија, одмах треба применити кисеоник преко кисеоничке маске. Терапија кисеоником (која мора бити контролисана) примењује се преко биназалне каниле или кисеоничке маске у високим концентрацијама, да би се постигао парцијални притисак кисеоника у артеријској крви бар 9 кПа (70 ммХг) или засићење еритроцита кисеоником више од 92%.

#### Механичка вентилација
Механичка вентилација је ретко потребна, али ако тај поступак спасава живот болесника са најтежим акутним нападом астме, може се применити. Одлука о евентуалној интубација и механичкој вентилацији болесника у нападу тешке астме зависи од процене терапеута и могућности болесника да спонтано одржи респирацију док бронходилататори и кортикостероиди не испоље дејство.

### Терапија у истраживању
Омализумаб
У 21. веку у лечењу тешке астме све више се користи лек из групе биолошких лекова - омализумаб (хуманизирано моноклонско анти IgE-антитело произведено рекоминантном ДНК-технологијом. Лек се примењује убризгавањем под кожу и има за циљ да редукује сензитивност на удахнуте или прогутане алергене, посебно код јаке алергијске астме, која не „одговара” на високе дозе кортикостероида.
Примена овог лека за сада је ограничена на мали број болесника, првенствено оних са тешком алергијском астмом чија регулација није могла бити контролисати другим терапијским приступима. 
Ограничавајући фактори за примену лека су; 
- висока цена лека,
- нереаговање болесника на његову примену,
- објективна чињеница да у већини земаља лек још увек није стављен на позитивну листу лекова.

Због неуједначених резлтата у терапији и високе цене лаке препоручује се процена ефикасности омализумаба након тромесечне примене, и у случају објективно доказаног побољшања препоручује се наставак терапије, а ако нема побољшања терапија се прекида.
Метотрексат
За лечење прејаких инфламаторних стања и одређених карцинома бронха, користи се метотрексат. Према смерница за лечење лек не треба давати особама са тешком астмом због потенцијалних нежељених ефеката и због потребе за непрестаним мониторингом лечења.
У случају потребе да се покуша лечење са овим леком да би се смањила доза оралних кортикостероида, лек се користи искључиво у специјализованим центрима и само код оних болесника чија астма захтева свакодневну примену оралних кортикостероида. 
Бронхијална термопластика
Бронхијална термопластика је процедура која има за циљ да смањи количину мишића који окружује дисајне путеве у плућима. Процедура подразумева примену малог комада жице који се уноси бронхоскопом у плућа док не додирне дисајне путеве, апотом врши загревање жице радио таласима. Топлота узрокује раслојавање мишића који окружују дисајне путеве, што отежава грчење и сужавање дисајних путева.
Бронхијална термопластика може да се користи за лечење одраслих са тешком астмом, само као део независног систематског регистра или клиничке студије, јер је недовољно истражена врста терапије.
Антигљивични лекови
Антигљивични лекови могу да буду корисни за одрасле који имају тешку астму и алергијску бронхопулмонарну аспергилозу (АБПА). Не препоручује се њихова примена за лечење одраслих и деце који имају тешку астму, а немају симптоме бронхопулмонарне аспергилозе.